# Nothing to Lose
Nothing to Lose je drugi studijski album slovenske rock skupine Tide, izdan leta 2007 pri založbi CPZ Records. Album je bil splošno sprejet slabše kot skupinin prvenec Seven Days, kljub temu pa je za Rockline Špela Macuh rekla, da je album »veliko bolj melodičen, dovršen in poglobljen [kot prvenec].«

## Seznam pesmi
Vse pesmi je napisal Kevin Koradin.
| Št.             | Naslov                                     | Dolžina |
| --------------- | ------------------------------------------ | ------- |
| 1.              | „No Place Left to Go‟                      | 3:36    |
| 2.              | „Like It Slow‟                             | 3ː01    |
| 3.              | „Waiting for the Rain‟                     | 4ː23    |
| 4.              | „Fade Away‟                                | 3:32    |
| 5.              | „Shooting Straight‟                        | 4:11    |
| 6.              | „Something Else‟                           | 3:22    |
| 7.              | „Following‟                                | 3ː32    |
| 8.              | „The Urge‟                                 | 4ː19    |
| 9.              | „Leaving It All Behind‟                    | 2ː39    |
| 10.             | „Kick Out the Jams‟ (priredba skupine MC5) | 2ː45    |
| 11.             | „Fair Enough‟                              | 3:40    |
| Skupna dolžina: | Skupna dolžina:                            | 39:58   |

## Zasedba

### Tide
- Kevin Koradin — vokal, kitara
- Peter Kokotec — kitara
- Matej Batelič – Giovanni — bas kitara
- Gregor Jakac — bobni

### Ostali
- Matthijs van der Spek — produkcija
- Peer Rave — produkcija